# Langelille
Langelille (Stellingwerfs en Fries: De Langelille) is een dorp in de gemeente Weststellingwerf, in de Nederlandse provincie Friesland. Het ligt ten noorden van Kuinre.
De dorpskern bevindt zich aan de Kerkeweg, een zijweg van de Langelilleweg. De jachthaven van het dorp ligt in het noordelijke dorpsgebied, aan de Lemsterweg. Aan de oostkant van Langelille ligt de buurtschap Gracht en op het eind van de Langelilleweg ligt de buurtschap Schoterzijl, de haven en boerderij vallen formeel onder Langelille.

## Geschiedenis
De plaats wordt in 1644 vermeld als De Lange Lille op een kaart uit de Schotanusatlas. Het dorp is ontstaan op de linkeroever van de Tjonger en heeft zich langs de haaks op de rivier gelegen Kerkeweg uitgebreid.
Langelille viel lang onder twee andere dorpen, het noordelijke deel viel onder Munnekeburen en het zuidelijke deel onder Scherpenzeel. In 1969 werd het dorp als een officiële woonkern erkend. 
Van 1896 tot 1970 was er in het Noordelijke deel een coöperatieve zuivelfabriek gevestigd. Het dorp heeft ook een tijdlang een eigen basisschool gehad. Na het sluiten van de school werd het een bedrijfspand.

## Openbaar vervoer
Het dorp is doordeweeks per openbaar vervoer bereikbaar met buurtbuslijn 108 van Qbuzz die van en naar Wolvega rijdt. In het weekend en op feestdagen rijdt deze lijn niet.

## Bevolking
- 1969 - 335
- 1973 - 269
- 2008 - 270
- 2010 - 250
- 2012 - 246
- 2017 - 223
- 2019 - 240
- 2021 - 245
- 2023 - 270